# Fodio
Fodio est une localité du nord de la Côte d'Ivoire qui se situe dans la Région des savanes, au nord de la ville de Boundiali. Elle se trouve à mi-chemin entre Boundiali et Niofoin.